# Fifty fifty
Fifty fifty nebo též 50 na 50 (v anglickém originále Fifty-Fifty nebo 50:50) je třetí díl první série britského sitcomu z prostředí informačních technologií Ajťáci. Poprvé byla epizoda odvysílána 10. února 2006 na stanici Channel 4.
Cameo roli si v epizodě zahrál i režisér a scenárista Graham Linehan, představil se v závěru epizody jako mexický zpěvák v restauraci Messy Joe's.

## Synopse
Roy se po neúspěšném rande rozhodne zahrát si na tvrďáka, domnívá se, že se tím zvýší jeho šance u opačného pohlaví. Jen se seznámí s Danielem – členem firemní ochranky. Zaujme jej svými „znalostmi“ slavných hudebních skladatelů (ona však pouze hádá). Poté, co Jen Danielovi špatně poradí odpověď v populární televizní soutěži Kdo chce být milionářem? (Who Wants to Be a Millionaire?), vztah mezi nimi ochladne. A to je ještě čeká společná večeře.

## Příběh
Roy Trenneman pozve na rande Patricii, kolegyni z firmy. Během loučení doufá, že jej dívka pozve k sobě domů, což se nestane, Patricia se domnívá, že Roy je pošuk. Navíc má „ajťák“ na čele kus čehosi, co vypadá jako výkal. Royova obhajoba, že jde o čokoládu neobstojí. Patricia navíc roznese tuto historku po firmě, záhy se to dozví i jeho matka, které to Roy musí vysvětlovat po telefonu. Rozhodne se, že zvolí image drsného chlápka, čímž vzroste jeho naděje na úspěch u žen. Ženy přece milují grázly, říká si. Vsadí se s Jen o dvacet liber, že se mu podaří někoho sbalit. Do internetové seznamky napíše patřičné údaje a opravdu – na jeho inzerát zareaguje jistá dívka.
Jen se seznámí s Danielem – členem podnikové ochranky. Tomu imponují Jeniny vědomosti o hudebních skladatelích. Netuší, že Jen na jeho otázky pouze tipuje odpovědi. Když Daniel během své účasti v soutěži Kdo chce být milionářem? využije možnosti „Přítel na telefonu“ a obrátí se na Jen, aby mu poradila, kdo je autorem baletu Dřevěný princ, Jen selže a Daniel přijde o částku přesahující 30 000 liber. Daniel je evidentně na Jen Barber naštván, ale chce dostát svému slovu a společnou večeři neodřekne. Restauraci jim poradí Moss. Tutéž doporučí i Royovi pro jeho internetovou ctitelku.
V restauraci se Daniel chová k Jen chladně. Roy před svou novou známostí pokračuje ve hře na drsňáka, ale příliš se mu to nedaří. Daniel se nechá vyprovokovat klaunem, který jej pozná a posmívá se mu. Neudrží nervy na uzdě a začne jej mlátit klaunovskou botou. Do rvačky se přimíchá i Roy a také něco schytá.
V závěru epizody Roy stojí před restaurací s Jen, která oceňuje jeho odvahu zakročit. Oba spatří podrážděného Daniela v doprovodu dívky, která měla původně rande s Royem.

## Obsazení
Vedlejší role v epizodě „Fifty fifty“:
| Herec / herečka | Hraje         | Role                                                                       |
| --------------- | ------------- | -------------------------------------------------------------------------- |
| Oliver Chris    | Daniel Carey  | člen ochranky Reynholm Industries, má rande s Jen                          |
| Alice Lowe      | Patricia      | zaměstnankyně Reynholm Industries, jde s Royem na rande na začátku epizody |
| Hannah Bourne   | Rebecca       | dívka, se kterou se Roy seznámí přes internet                              |
| Chris Tarrant   | Chris Tarrant | moderátor soutěžního pořadu Who Wants to Be a Millionaire?                 |
| Bennet Thorpe   |               | klaun v restauraci, pozná Daniela z TV soutěže                             |

## Kulturní odkazy
- v epizodě jsou zmíněni někteří význační hudební skladatelé a jejich díla: Wolfgang Amadeus Mozart, Ludwig van Beethoven, Béla Bartók a jeho jednoaktová taneční hra Dřevěný princ, Frédéric Chopin.
- Moss zmíní americký seriál Diagnóza vražda.[3]
- část zápletky epizody je vystavena na tématu soutěžního pořadu Kdo chce být milionářem? (anglicky Who Wants to Be a Millionaire?).

## Chyby v epizodě
- Když moderátor pořadu Who Wants to Be a Millionaire? Chris Tarrant telefonuje Jen domů, ta má během záběrů střídavě boty obuty a vyzuty.[4][5]
- Když Roy a Moss čekají, až se postupně do počítače načte fotografie Rebeccy, v záběru na monitor je ukázána část fotografie, kde má dívka tmavé vlasy. Když se s ní Roy setká v restauraci Messy Joe's, je to blondýna.[5][6]
- Když se Roy baví s Jen o jejích chybných odpovědích, které dala Danielovi, má během záběrů pokaždé jiné brýle. Může jít i o záměr tvůrců, ale při rychlosti slovní výměny mezi Jen a Royem by šlo o absurditu.[5][7]